# Zatajenje disanja
Zatajenje disanja ili respiratorno zatajenje nastaje zbog nedostatne i neispravne izmjene plinova u dišnomu sustavu, što znači da se arterijski kisik, ugljikov dioksid ili oboje ne mogu održavati na normalnim razinama.
Pad kisika koji prenosi krv poznat je kao hipoksemija; porast razine ugljikova dioksida u arterijama naziva se hiperkapnija. Zatajenje disanja klasificira se kao tip 1 ili tip 2, na temelju prisutnosti visokih razina ugljikova dioksida, a može biti akutno ili kronično. Definicija zatajenja disanja u kliničkim ispitivanjima obično uključuje povećanu brzinu disanja, abnormalne plinove u krvi (hipoksemiju, hiperkapniju ili oboje) i dokaz pojačanoga rada disanja. Zatajenje disanja uzrokuje promjenu mentalnoga statusa zbog ishemije u mozgu.
Normalne referentne vrijednosti parcijalnoga tlaka su: kisik PaO2 veći od 80 mmHg (11 kPa) i ugljikov dioksid PaCO2 manji od 45 mmHg (6,0 kPa).
Nekoliko vrsta stanja može rezultirati zatajenjem disanja:
- Stanja koja smanjuju protok zraka u i iz pluća, uključujući fizičku opstrukciju stranim tijelima ili masama i smanjenu sposobnost disanja zbog lijekova ili promjena u prsnomu košu.
- Stanja koja oštećuju opskrbu pluća krvlju. To uključuje tromboembolijska stanja i stanja koja smanjuju izlaz desnoga srca, kao što su zatajenje desnoga srca i neki infarkti miokarda.
- Stanja koja ograničavaju sposobnost plućnoga tkiva u izmjenjivanju kisika i ugljikova dioksida između krvi i zraka u plućima. Svaka bolest koja može oštetiti plućno tkivo može se uklopiti u ovu kategoriju. Najčešći uzroci su: zaraze, intersticijska bolest pluća i plućni edem.

Ako je moguće, treba liječiti uzrok. To može uključivati lijekove, kao što su: bronhodilatatori (za bolesti dišnoga sustava), antibiotici (za zaraze), glukokortikoidi (za brojne uzroke), diuretici (za plućni edem). Zatajenje disanja koje je posljedica predoziranja opioidima može se liječiti protuotrovom naloksonom. Suprotno tome, većina predoziranja benzodiazepinima ne može se ublažiti odgovarajućim protuotrovom, flumazenilom. Respiratorna terapija/respiratorna fizioterapija može biti korisna kod nekih uzroka zatajenja disanja.
Zatajenje disanja tipa 1 može zahtijevati terapiju kisikom, kako bi se postigla odgovarajuća zasićenost kisikom. Nedostatak odgovora na kisik može biti indikacija za druge modalitete kao što je terapija visokim protokom toplim i vlažnim zrakom, stalni pozitivan tlak u dišnim putovima ili (ako je ozbiljan) endotrahealna intubacija i mehanička ventilacija.
Zatajenje disanja tipa 2 često zahtijeva neinvazivnu ventilaciju (NIV), osim ako medicinska terapija ne može poboljšati situaciju. Ponekad se odmah provodi mehanička ventilacija ili ako NIV ne uspije. Respiratorni stimulansi poput doksaprama danas se rijetko koriste.
Postoje preliminarni dokazi da kod osoba sa zatajenjem disanja identificiranim prije dolaska u bolnicu, stalni pozitivni tlak u dišnim putovima može biti koristan ako se započne prije prijevoza u bolnicu.